# Chimiste
Un chimiste est un scientifique qui étudie la chimie, c’est-à-dire la science de la matière à l’échelle moléculaire ou atomique (« supra-atomique »). Le mot chimiste est dérivé d’alchimiste mais prend un sens bien différent.
Si l’on considère les alchimistes pré-scientifiques, on peut dire que la profession de chimie constitue l’une des plus anciennes professions scientifiques de l’Histoire.
Plusieurs des avancées en chimie furent effectuées par des pharmaciens, des biologistes ou des physiciens, les sciences de la nature étudiant les mêmes objets selon des points de vue et des méthodes différentes (Marie Curie, Niels Bohr et Linus Pauling)

## Histoire
Tappūtī-Bēlet-ekalle est parfois considérée comme l'une des premières femmes chimistes dont le nom soit connu dans l'histoire. Elle était une  est parfumeuse (muraqqītu) de la cour d'Assyrie dans la seconde moitié du XIIIe siècle av. J.-C.,,,,

## Rôle des chimistes

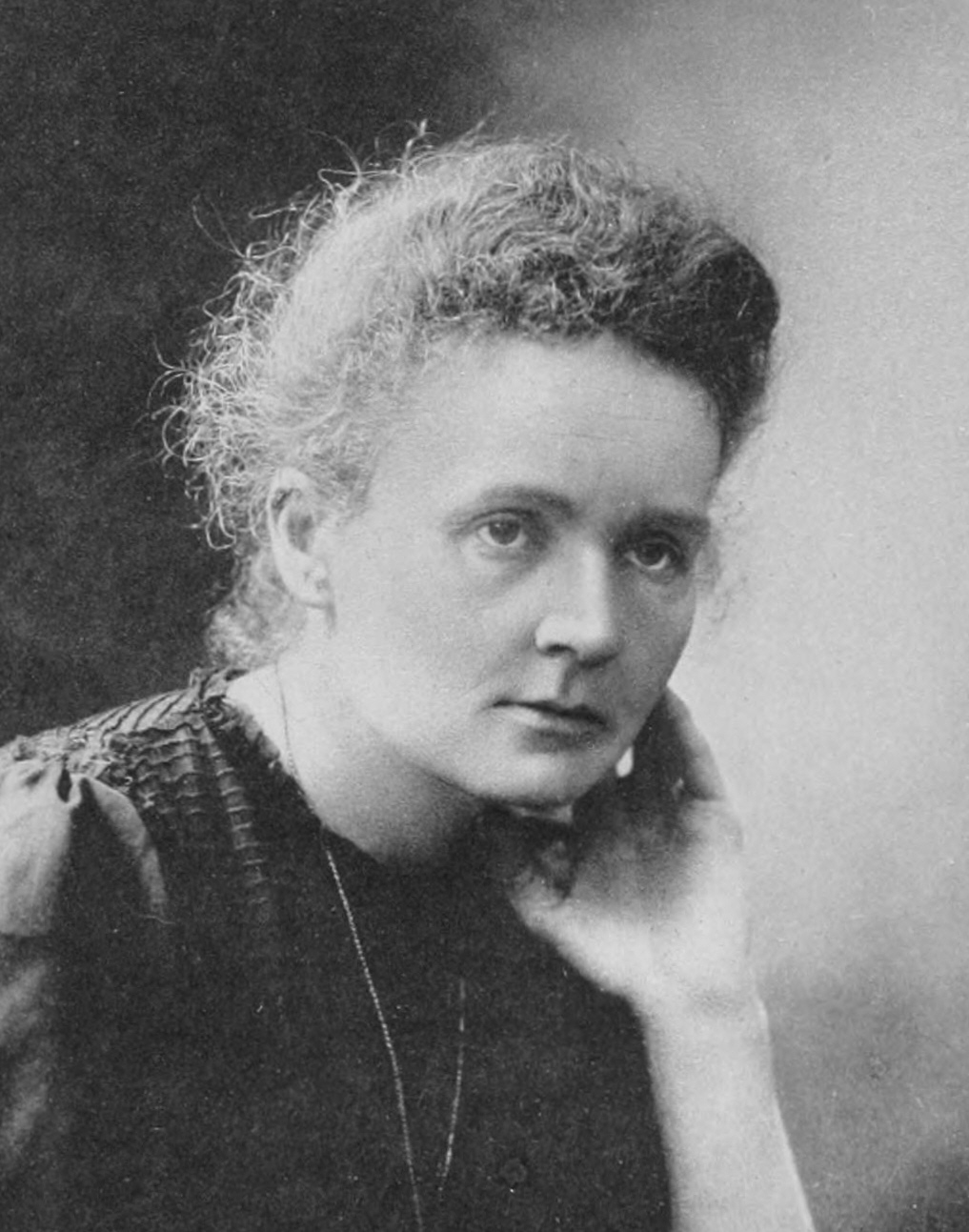
Marie Curie, prix Nobel de chimie en 1911 pour sa découverte du radium et du polonium.

Les chimistes, comme les scientifiques, ont une activité expérimentale et une activité théorique. Le chimiste Faraday était à ce titre appelé le « prince des expérimentateurs ». Le travail expérimental s'effectue dans un laboratoire. Hervé This rappelle dans La Sagesse du Chimiste les phrases de Lavoisier qui insistent sur les travaux expérimentaux : « Ne jamais conclure au-delà de ce que les expériences présentent » et « Ne jamais suppléer au silence des faits ».

## Titre professionnel

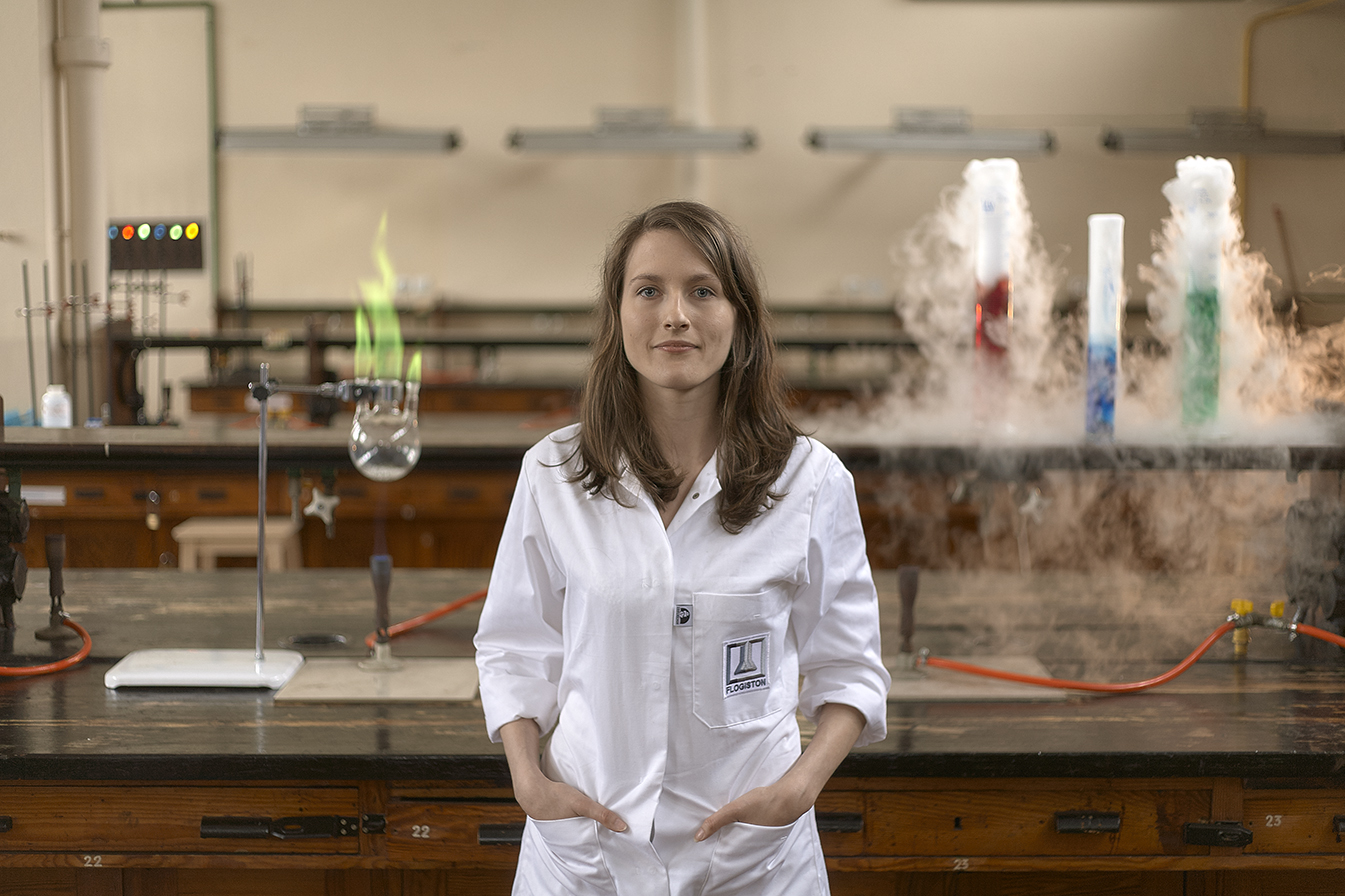
Une chimiste à son travail, ici l'école polytechnique de Varsovie. Mai 2011.

Le terme « chimiste » est considéré comme un titre professionnel dans de nombreux pays et la législation encadrant ce titre diffère d'une place à l'autre.
Au Québec, l'utilisation du titre de chimiste est protégée par la Loi sur les chimistes professionnels et tous les utilisateurs de ce titre doivent faire partie de l' Ordre des Chimistes du Québec (OCQ) s'ils veulent avoir le droit d'en faire usage.

## Métier de chimiste
La chimie étant une science de la nature, les chimistes sont présents dans plusieurs domaines, que ce soit en science des matériaux et des polymères, en énergie, en agroalimentaire, en sciences de la santé, en pharmaceutique, en optique, en métallurgie, en sciences de l'environnement, dans des organismes gouvernementaux ou encore en recherche fondamentale.
Parmi les branches de la chimie, on trouve la chimie organique, inorganique, physique, biologique (biochimie), clinique, analytique, industrielle et théorique
Hormis les scientifiques chimistes et les ingénieurs chimistes il y a les métiers de technicien chimiste.
Le technicien chimiste, selon ses tâches, peut prendre plusieurs appellations différentes.
- Le technicien de laboratoire étudie un phénomène chimique. Il effectue des essais et des analyses en vue de créer de nouveaux produits, de chercher de nouvelles applications à un produit existant ou d’effectuer un contrôle de qualité.
- Le technicien de génie chimique, qui met au point un procédé de fabrication à grande échelle.
- Le technicien de fabrication, lui, s’assure de la fabrication des produits dans les délais prévus. Il gère le bon fonctionnement des appareils et l’installation des nouveaux équipements.

Le métier est parfois nommé « opérateur en industrie chimique », ou « technicien de production chimiste » ou « chimiste ». Il s'exerce dans ce qui est nommé l’industrie chimique. Celle-ci regroupe des nombreux secteurs comme la chimie fine, la chimie dans le domaine du retraitement nucléaire, la chimie minérale ou organique, mais aussi l’industrie cosmétique, la parachimie, l'industrie pharmaceutique l'automobile, le pétrole, l'électronique, etc.  Cette activité nécessite une grande vigilance et le strict respect des normes de sécurité et de sûreté. Il peut ainsi être amené à piloter et réguler l’installation à partir d'une salle de contrôle conformément aux règles générales d'exploitations.
Il utilise les outils de mesure (comparateur, nuancier, balance…) et de contrôle (pH-mètre, densimètre, microscope…). Vérifie les paramètres physiques, d'électrotechnique, de mécanique et de chimie grâce aux instruments de mesure mis à sa disposition. Il fait faire des analyses en laboratoire. Il utilise quotidiennement des schémas d'installations, des schémas de contrôle, notes de calculs et possède des connaissances en génie chimique,  comme des techniques physico-chimiques.